# KkStB-Tenderreihe 7
| StEG 23 / StEG 23.5 / StEG 24 / kkStB 7 | StEG 23 / StEG 23.5 / StEG 24 / kkStB 7 | StEG 23 / StEG 23.5 / StEG 24 / kkStB 7 | StEG 23 / StEG 23.5 / StEG 24 / kkStB 7 |
| --------------------------------------- | --------------------------------------- | --------------------------------------- | --------------------------------------- |
|                                         |                                         |                                         |                                         |
| Technische Daten                        |                                         |                                         |                                         |
|                                         | StEG 23                                 | StEG 23.5                               | StEG 24                                 |
|                                         | 7.01–26                                 | 7.27–28                                 | 7.31–60                                 |
| Anzahl der Achsen                       | 2                                       | 2                                       | 2                                       |
| Baujahr                                 | 1883–1896                               | 1883–1896                               | 1883–1896                               |
| Stückzahl                               | 58                                      | 58                                      | 58                                      |
| Radstand                                | 3000 mm                                 | 3000 mm                                 | 2800 mm                                 |
| Laufrad-Ø                               | 1220 mm                                 | 1220 mm                                 | 1220 mm                                 |
| Wasser                                  | 10,0 m³                                 | 10,0 m³                                 | 10,0 m³                                 |
| Kohle                                   | 3,9 m³                                  | 3,9 m³                                  | 3,9 m³                                  |
| Leergewicht                             | 12,2 t                                  | 12,2 t                                  | 12,0 t                                  |
| Dienstgewicht                           | 25,5 t                                  | 25,5 t                                  | 24,9 t                                  |
| gekuppelt mit Lokomotiven               | 5                                       | 105                                     | 205                                     |

Die kkStB-Tenderreihe 7 war eine Schlepptenderreihe der kkStB, deren Tender ursprünglich von der österreichisch-ungarischen Staatseisenbahn-Gesellschaft (StEG) stammten.
Die StEG beschaffte diese Tender für ihre Lokomotiven ab 1883.
Sie wurden von Strousberg in Hannover und von der eigenen Maschinenfabrik geliefert.
Nach der Verstaatlichung der StEG ordnete die kkStB diese Tender als Reihe 7 ein und kuppelte sie weiterhin ausschließlich mit den Lokomotiven der StEG (vgl. Tabelle).